# Liste Wittenberger Straßennamen/A
Die Liste Wittenberger Straßennamen listet Namen von Straßen und Plätzen der Lutherstadt Wittenberg auf und führt dabei auch die Bedeutungen und Umstände der Namensgebung an. Aktuell gültige Straßenbezeichnungen sind in Fettschrift angegeben, nach Umbenennung oder Überbauung nicht mehr gültige Bezeichnungen in Kursivschrift.
Aufgrund der großen Anzahl Wittenberger Straßennamen ist die Liste in alphabetisch sortierte Unterlisten aufgeteilt.
Ackerweg
Ahornweg
benannt nach der Baumgattung Ahorn
Akazienweg
benannt nach der Pflanzengattung Akazien
Alte Dorfstr.
Alte Straacher Mühle
Alte Wittenberger Str.
Altes Dorf
Am Alten Bahnhof
benannt nach dem Alten Bahnhof der Stadt von 1841
Am Anger
Am Bach
Am Bahnhof
Am Berg
Am Dreieck
Am Elbtor
Am Elbufer (Piesteritz)
An der Elbe entlangführende Uferstraße
Am Feldberg
Am Feuerwehrplatz
Am Fliederbusch
Am Gallun
Am Gorrenberg
Am Hafen
Am Hang
Am Hauptbahnhof
benannt nach dem Hauptbahnhof der Stadt
Am Heideberg
Am Herrenberg
Am Himmelsgarten
Am Hufeisen
Am Luthersbrunnen
benannt nach dem traditionsreichen Ausflugslokal Luthersbrunnen
Am Mühlenberg
Am Rehkolk
Am Reiterhof
Am Rischebach
Am Rischebachtal
Am Rosenhag
Am Sandberg
Am Schlosspark
Am Schulweg
Am Spargelgarten
Am Sportplatz
Am Stadtwald
Am Teich
Am Tonteich
Am Tore
Am Triftberg
Am Volkspark
Am Wachtelberg
Am Walde
Am Wallberg
Am Wasserturm
Am Wasserwerk
Am Wiesengrund
Am Zeppelinberg
Amselweg
An den Brandmaßen
An den Eichen
An den Starstücken
An der B 2
benannt nach der durch die Stadt führenden Bundesstraße 2
An der Bastion
An der Christuskirche
benannt nach der evangelischen Christuskirche
An der Elbe
An der Hohen Mühle
An der Lünette
An der Mühle
An der Stadthalle
benannt nach der Stadthalle
An der Stiege
An der Wendel
Annendorfer Str.
Arthur-Schnitzler-Platz

Arthur-Schnitzler-Str.

Arthur-Schnitzler-Weg

benannt nach dem österreichischen Dramatiker Arthur Schnitzler (1862–1931)
Assau
August-Bebel-Str.
benannt nach dem Arbeiterführer August Bebel (1840–1913)